# Rezerwat przyrody Wałachy

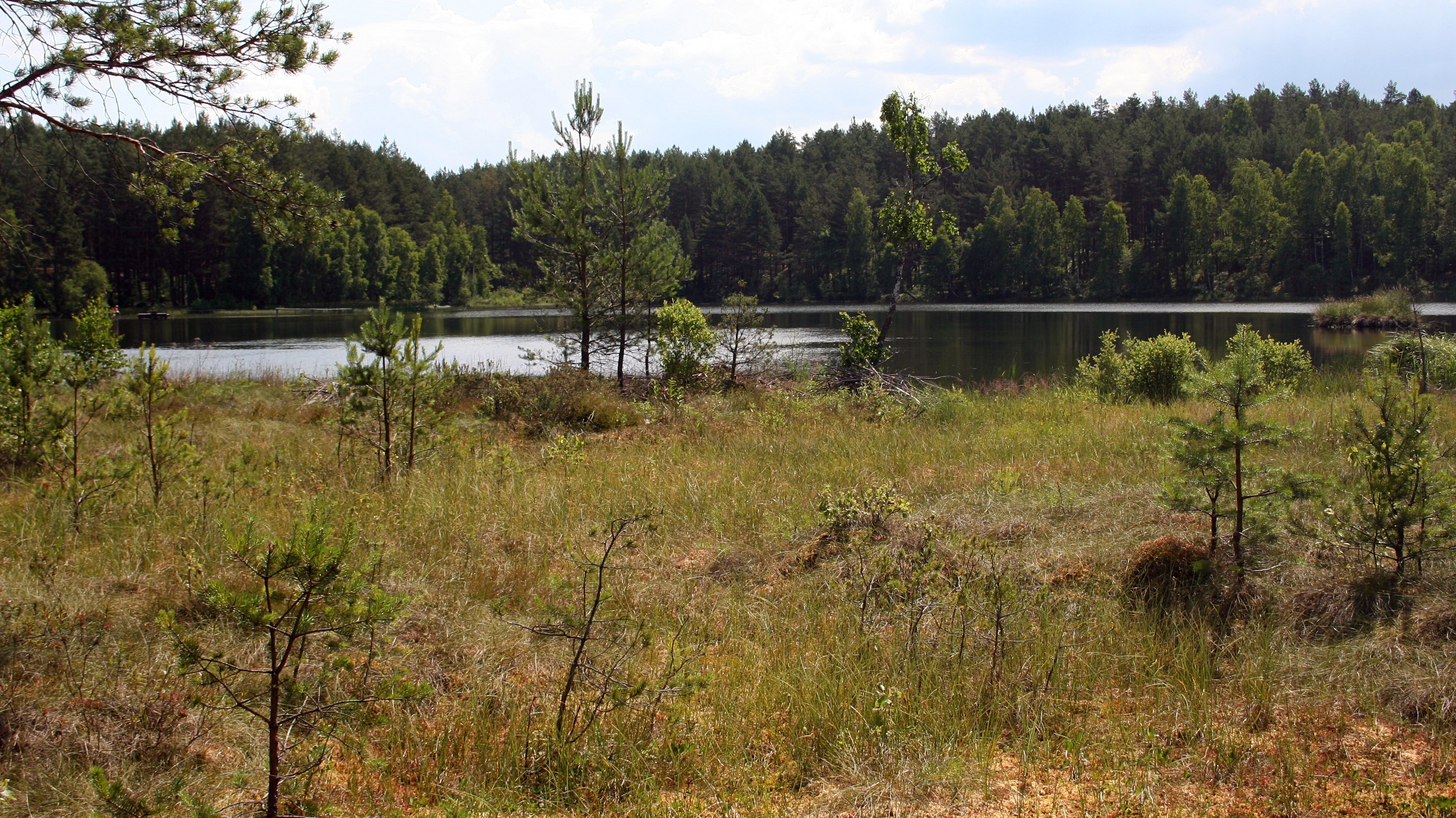
Pło i widoczne w tle Jezioro Wałachy

Rezerwat przyrody Wałachy – postulowany rezerwat florystyczno-torfowiskowy na obszarze Wdzydzkiego Parku Krajobrazowego w gminie Kościerzyna. Ochronie rezerwatu podlegać będzie leśne jezioro Wałachy i zespół śródleśnych torfowisk wysokich i oczek wodnych otoczonych pasmem lasu. Obszar rezerwatu jest miejscem lęgowym żurawia i gągoła. Najbliższymi miejscowościami są Wdzydze i Gołuń.